# Moreilles
Moreilles ist eine französische Gemeinde mit 408 Einwohnern (Stand: 1. Januar 2022) im Département Vendée in der Region Pays de la Loire. Moreilles gehört zum Arrondissement Fontenay-le-Comte und zum Kanton Luçon (bis 2015: Kanton Chaillé-les-Marais). Die Einwohner werden Nellezais genannt.

## Lage
Moreilles liegt etwa 29 Kilometer nordnordöstlich von La Rochelle in den Marais Poitevin. Das Gemeindegebiet gehört zum Regionalen Naturpark Marais Poitevin. Umgeben wird Moreilles von den Nachbargemeinden Sainte-Gemme-la-Plaine im Norden, Nalliers im Nordosten, Sainte-Radégonde-des-Noyers im Osten und Südosten, Puyravault im Süden und Südosten, Champagné-les-Marais im Süden und Westen sowie Luçon im Nordwesten.

## Bevölkerungsentwicklung
| Jahr                      | 1901 | 1921 | 1962 | 1968 | 1975 | 1982 | 1990 | 1999 | 2006 | 2013 |
| ------------------------- | ---- | ---- | ---- | ---- | ---- | ---- | ---- | ---- | ---- | ---- |
| Einwohner                 | 363  | 299  | 329  | 292  | 239  | 217  | 224  | 219  | 299  | 369  |
| Quelle: Cassini und INSEE |      |      |      |      |      |      |      |      |      |      |

(seit 1962 ohne Zweitwohnsitze)

## Sehenswürdigkeiten
- Reste der Zisterzienserabtei Notre-Dame, 1109 gegründet, während der Französischen Revolution aufgelöst

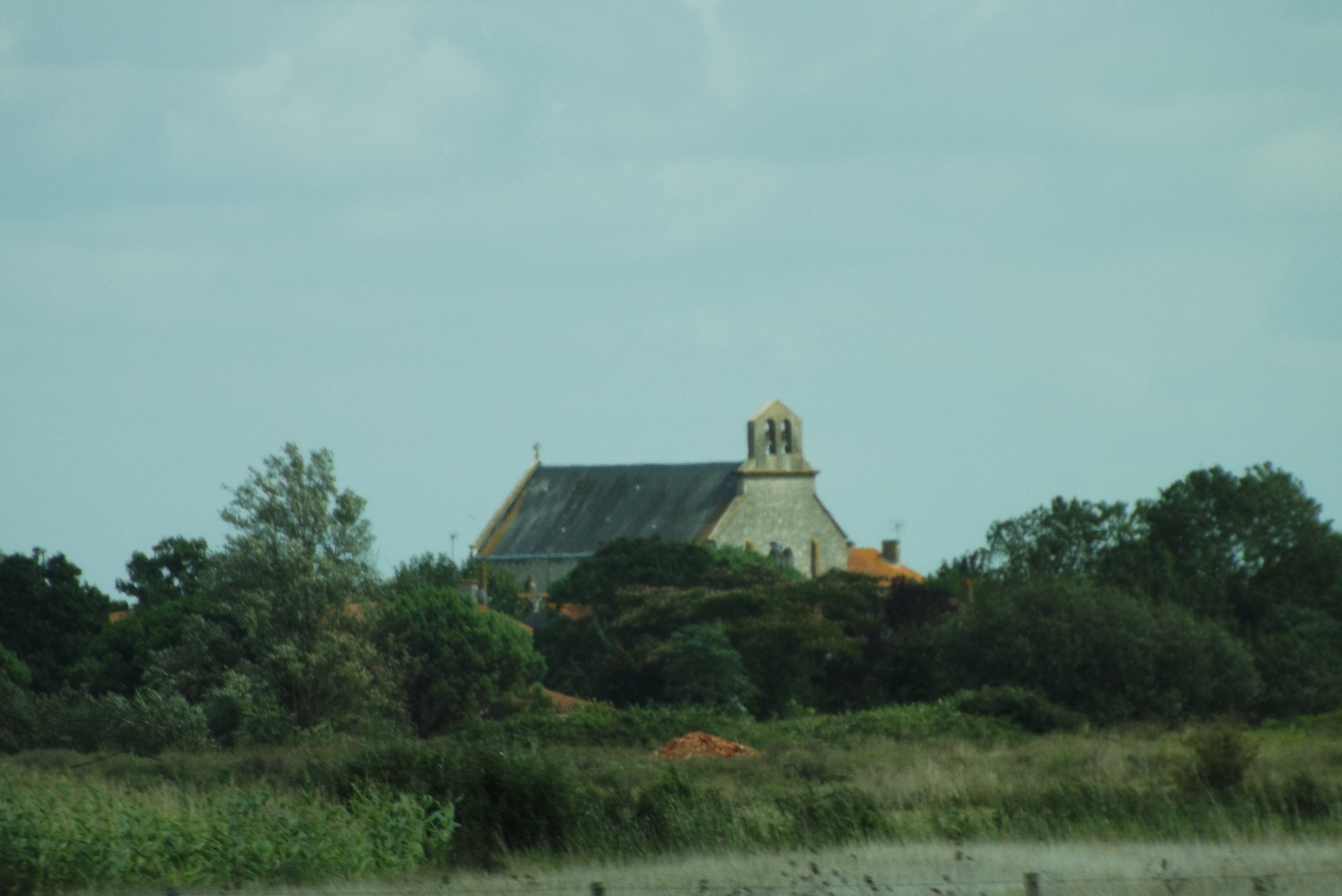
Kirche Saint-Joseph

- Kirche Saint-Joseph
- Schloss La Chevallerie